# Président du Vietnam
Le président de l'État de la république socialiste du Vietnam (en vietnamien : Chủ tịch nước Cộng hòa xã hội chủ nghĩa Việt Nam) est le chef d'État du Vietnam.
L'actuel titulaire de la fonction est Lương Cường depuis le 21 octobre 2024, remplacant le Secrétaire Général Tô Lâm.

## Histoire constitutionnelle
En 1946, le président de la République est aussi le chef du gouvernement et possède de nombreux pouvoirs. Mais l'inexpérience des dirigeants, pour l'essentiel des militaires, va inciter, lors du changement de constitution en 1980, à supprimer le poste de président de la République et à réduire les attributions du chef de l'État.
En 1980, le chef de l'État est le président du Conseil d'État. Il est donc membre d'un collège de 28 membres qui prend des décisions du domaine présidentiel. Ainsi, par rapport à 1946, la décision n'est plus individuelle mais collective.
En 1992, la Constitution est modifiée ; c'est celle actuellement en vigueur. Le chef de l'État prend le titre de « président de l'État » et le Conseil d'État n'est plus qu'un organe qui conseille et assiste le président. Les décisions présidentielles sont redevenues individuelles.

## Élection
Le président du Viêt Nam est élu au suffrage indirect au scrutin uninominal majoritaire à un tour par les membres de l'Assemblée nationale en leur sein. Le mandat du président est de cinq ans, sans limitation du nombre de mandats.
L'assemblée élit également un vice président, qui l'assiste et exerce ses fonctions par intérim en cas d'incapacité de ce dernier, jusqu'à l'organisation d'une nouvelle élection présidentielle. Le mandat du nouveau président élu dure dans ce cas jusqu'à la fin prévue de celui de son prédécesseur.
Le Comité central du Parti communiste vietnamien impose que les candidats à la présidence du pays et de l'Assemblée nationale soient membre du politburo depuis au moins un an, sauf exception approuvée directement par le Comité

## Pouvoirs
Ses pouvoirs sont décrits au chapitre VII de la Constitution de la république socialiste du Viêt Nam. 
Au Viêt Nam, le chef de l'État porte le titre de « président de l'État » (Chủ tịch nước) et pas de « président de la République » contrairement à beaucoup d'États du monde. Il n'est que le deuxième personnage de l'État, derrière le secrétaire général du Parti communiste vietnamien.
Le président de l'État, dont le mandat de cinq ans correspond à celui des députés de l'Assemblée nationale dont il est issu, est aussi membre du bureau politique du Parti communiste.
Il a des attributions protocolaires mais possède de nombreux contre-pouvoirs :
- il ne nomme pas le Premier ministre, élu par les députés, mais il nomme le gouvernement et peut le révoquer sur approbation de l'Assemblée nationale.
- il ne promulgue pas les lois mais les publie ; il peut demander au comité permanent de l'Assemblée nationale de délibérer une nouvelle fois sur la loi ; si le comité permanent revote la loi dans les termes identiques, il peut demander cette fois à l'Assemblée nationale de délibérer sur la loi ;
- il propose à l'Assemblée nationale les nominations aux hautes fonctions de l'État comme le président de la Cour populaire suprême ou hauts gradés militaires, ambassadeurs ou émissaires.
- il décrète l'état de siège sur résolution de l'Assemblée nationale ;
- il préside le Conseil de défense et est commandant en chef des armées ;
- il préside le Conseil d'État ;
- il attribue les décorations ou distinctions ;
- il peut gracier et amnistier sur résolution de l'Assemblée nationale ;
- il signe et ratifie les traités qui ne nécessitent pas l'approbation de l'Assemblée nationale ;
- il peut accorder, refuser ou retirer la nationalité vietnamienne ;
- il peut participer aux réunions du gouvernement ou à celles du comité permanent de l'Assemblée nationale.